# DNMT3L
ДНК (цитозин-5)-метилтрансфераза 3-подобный фермент англ. DNA (cytosine-5)-methyltransferase 3-like, DNMT3L — фермент, кодируемый у человека геном DNMT3L.

## Функции
CpG-метилирование — эпигенетическая модификация, важная для эмбрионального развития, импринтинга и инактивации Х-хромосомы. Исследования на мышах показали, что метилирование ДНК требуется для развития млекопитающих. Ген DNMT3L кодирует ядерный белок, похожий на ДНК-метилтрансферазу. Этот белок не функционирует как ДНК-метилтрансфераза, так как он не содержит аминокислотных остатков, необходимых для активности метилтрансферазы. Тем не менее, этот белок стимулирует de novo метилирование ДНК-цитозин-метилтрансферазы 3-α, и считается, что он необходим для создания материнских геномных импринтов. Этот белок также является посредником репрессий транскрипции путём взаимодействия с гистондеацетилазой 1 (HDAC1). Альтернативный сплайсинг даёт два варианта транскриптов. Был описан дополнительный вариант сплайсинга, но его биологическое действие не было определено.

## Взаимодействия с другими белками
DNMT3L, как было выявлено, взаимодействует с HDAC1.